# Киз-Кулле-Бурун

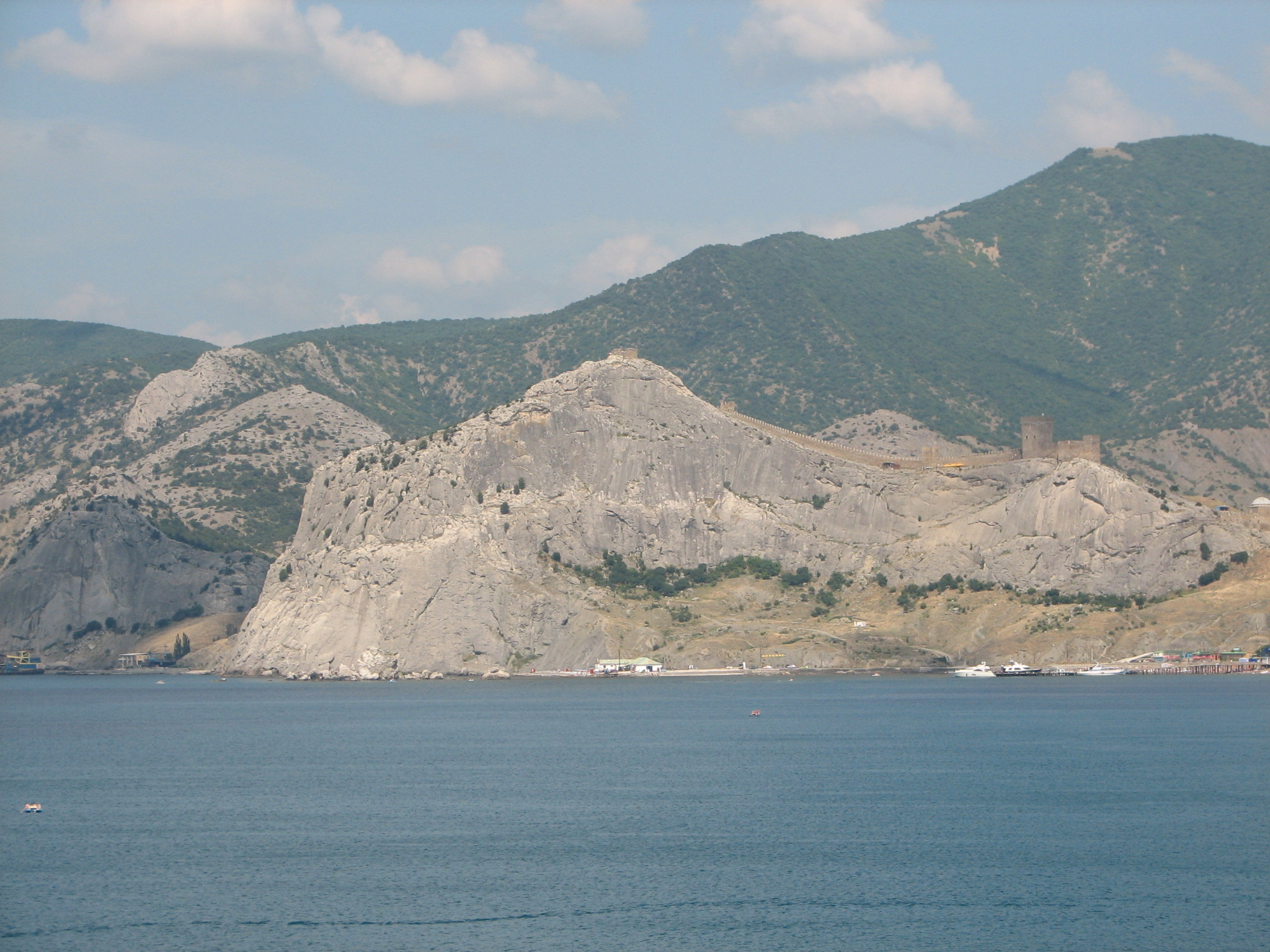
Гора Киз-Кулле-Бурун з моря.

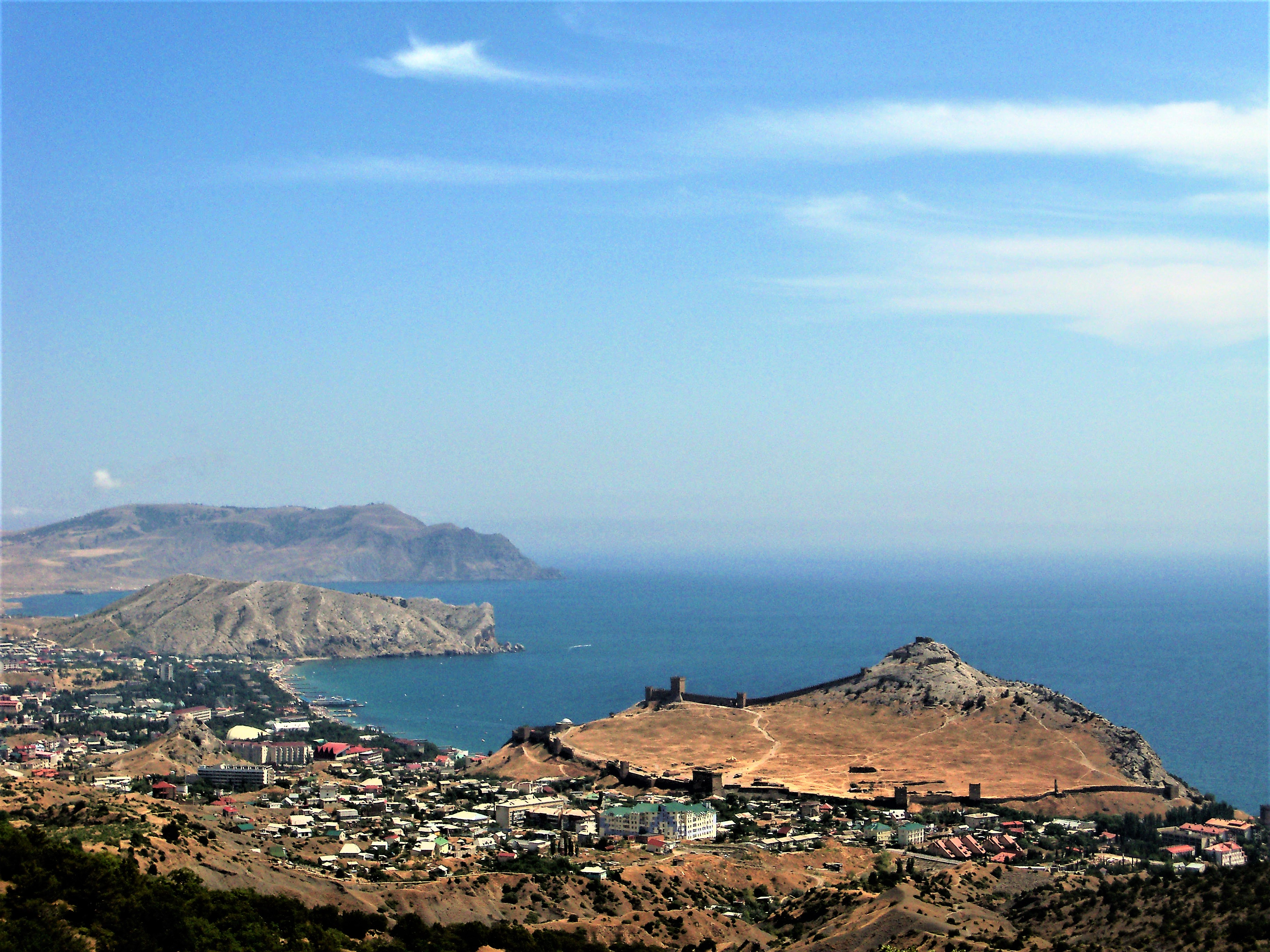
Гора Киз-Кулле-Бурун з берега.

Киз-Куле-Бурун, Фортечна гора, Дженеве́з-Кая́ (крим. Cenevez Qaya, крим. Qız Qulle — «генуезька скеля», «дівоча вежа») — узвишшя у Криму з широкою основою і скелястою пірамідальною вершиною, яка обривається уступом у бік Чорного моря. На північному, більш пологому схилі, Киз-Кулле-Бурун розташована відома Генуезька фортеця у м. Судак, за 0,5 км на південний захід — гора Цукрова Голівка.
Киз-Кулле-Бурун — стародавній кораловий риф.